# Johannes Baptist Rösler
Johannes Baptist Rösler (* 1. Juli 1922 in Großschönau, Tschechoslowakei; † 1. April 2009 in Bingen am Rhein) war ein deutscher Politiker (CDU), Landtagspräsident des Landes Rheinland-Pfalz und erster Bürgerbeauftragter von 1974 bis 1986.

## Leben
In einem katholisch geprägten Elternhaus aufgewachsen, studierte er ab 1941 Staats- und Sozialwissenschaften in Prag. Dieses Studium wurde jäh unterbrochen, als Rösler zum Arbeitsdienst eingezogen wurde und fortan bei der Firma Mannesmann kriegswichtige Dienste verrichten musste. Es folgte ein Kriegseinsatz in Frankreich und schließlich die französische Gefangenschaft.
Nach der Gefangenschaft eröffnete man ihm, dass eine Rückkehr nach Böhmen aussichtslos sei, so dass er bei einem Freund in Bayern unterkam. Er setzte fortan sein Studium in Regensburg fort, als er von einem ebenfalls vertriebenen Pfarrer hörte, der ein Priesterseminar für Sudetendeutsche eröffnet hatte. Dort engagierte sich Rösler zunächst für einige Zeit, setzte dann 1947/48 sein Studium in Würzburg fort.
Freunde vermittelten ihn dann zur Studentenverbindung AV Fryburgia im Schw. StV nach Fribourg (Schweiz), wo er sein Studium 1950 mit der Promotion abschloss. Im selben Jahr heiratete Rösler seine Frau Vittoria. 1952 nahm er eine Stelle als Religionslehrer an einer Berufsschule in Bingen am Rhein auf. Er trat in die CDU ein und wurde unmittelbar darauf in den Stadtrat gewählt, dem er zunächst ununterbrochen bis 1969 und nochmals von 1989 bis 1994 angehörte. Im Mai 1955 wurde er bereits in den Landtag gewählt. 1971 wurde er Landtagspräsident. Von 1974 bis 1986 hatte Rösler das Amt des Bürgerbeauftragten des Landes Rheinland-Pfalz inne, damals eine nahezu revolutionäre Form der Bürgernähe.
Dem Deutschen Bundestag gehörte Rösler vom 24. September 1969, als er für den ausgeschiedenen Abgeordneten Hans Richarts nachrückte, bis zum Ende der 5. Wahlperiode am 19. Oktober 1969 an. Zeit seines Lebens war er, unter anderem als Gründer und Vorstand des Förderkreises des Heilig-Geist-Hospitals, sehr stark sozial engagiert.

## Ehrungen und Auszeichnungen (Auswahl)
- Orden von Oranien-Nassau, 1973
- Leibniz-Medaille der Akademie der Wissenschaften und der Literatur Mainz, 1974
- Großes Verdienstkreuz mit Stern des Verdienstordens der Bundesrepublik Deutschland, 1984
- Verdienstorden des Landes Rheinland-Pfalz, 1988
- Freiherr-vom-Stein-Plakette
- Ehrenbürgerschaft der Stadt Bingen am Rhein